# Mercedes-Benz C217
La Mercedes-Benz C217 è un'autovettura di lusso prodotta dalla casa automobilistica tedesca Mercedes-Benz dal 2014 al 2020.

## Storia e profilo

### Debutto del modello

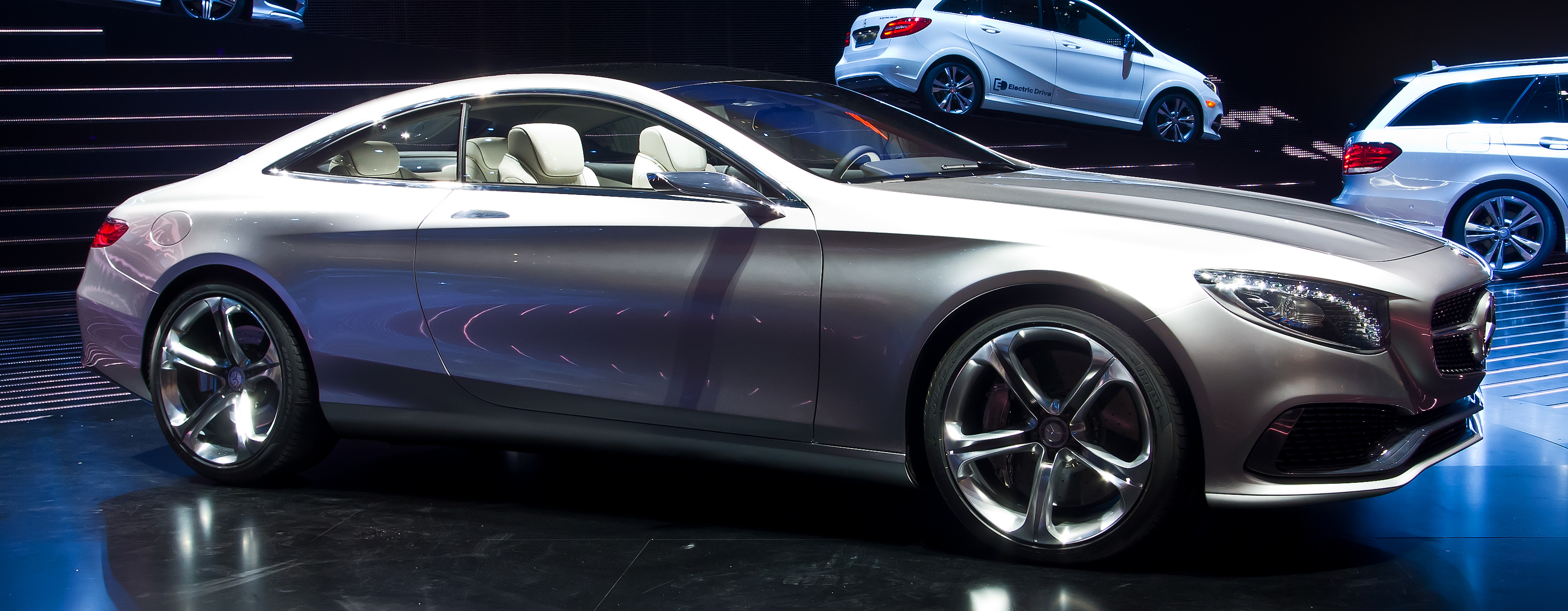
La S-Klasse Coupé Concept

Dopo essere stata anticipata nell'autunno del 2013 dalla concept S-Klasse Coupé Concept, la serie C217 fece il suo debutto ufficiale in veste definitiva nel marzo del 2014 al Salone di Ginevra, mantenendo in pratica la denominazione data alla concept di alcuni mesi prima, ossia S Coupé. Non si trattò di una novità in senso stretto: già tra il 1993 e il 1996, la coupé Mercedes-Benz di lusso di allora ebbe adottato per la prima volta questa denominazione (la sigla di progetto era all'epoca C140), per poi convertirsi alla sigla CL, acronimo rimasto a identificare il segmento delle coupé di lusso Mercedes-Benz fino alla fine del 2013. E appunto, con l'erede dell'ultima CL, la Casa di Stoccarda tornò nel 2014 alla vecchia denominazione di S Coupé, in maniera tale da uniformarsi al criterio di denominazione adottato dalle due coupé di fascia inferiore, la C Coupé e la E Coupé. Tuttavia, alcune riviste specializzate indicavano inizialmente tale nuovo modello con la sigla SEC, che richiamava alla mente la grossa coupé Mercedes-Benz degli anni '80. Si tratta però di una sigla impropria, giacché la stessa Casa madre riporta invece la dicitura S Coupé.

#### Design esterno e interno
Il design della C217 era completamente nuovo rispetto alla precedente CL e portava a un ulteriore livello di evoluzione e affinamento il corso stilistico chiamato Sensual Purity dalla casa di Stoccarda. Molto simile alla concept esposta a Francoforte, la S Coupé ne differiva per alcuni dettagli, come i paraurti ridisegnati (quelli posteriori sfoggiavano nel modello di serie anche della prese d'aria laterali), i differenti cerchi in lega e il tetto in cristallo meno esteso nella versione definitiva.

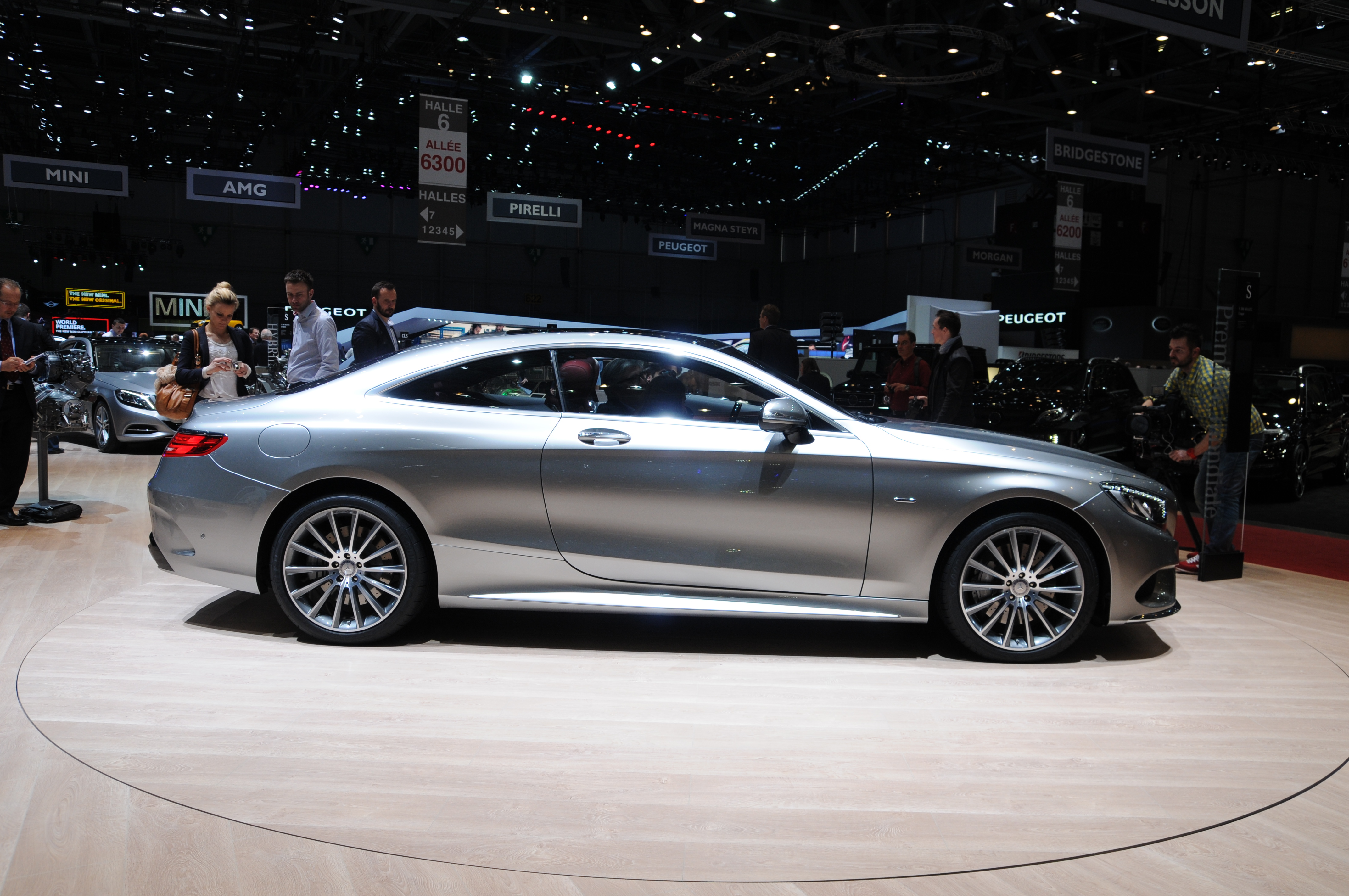
Vista laterale della S Coupé presentata a Ginevra nel 2014

In generale, la S Coupé mantiene inalterato l'equilibrio estetico tra eleganza e sportività che è sempre stato uno dei leitmotiv della Casa tedesca quando si tratta di progettare una coupé, e in particolar modo per quanto riguardava quelle derivate dalla Classe S. Il frontale riprende i canoni stilistici introdotti alcuni anni prima dagli ultimi modelli della Casa: grossi gruppi ottici anteriori con tecnologia a led e al centro l'imponente calandra trapezoidale con il grosso logo della Casa al centro. Lateralmente, il corpo vettura presenta un andamento sinuoso, con due nervature che "muovono" la linea della fiancata. Non mancano gli stilemi classici, come l'assenza dei montanti centrali. La zona posteriore è caratterizzata dai sottili gruppi ottici a sviluppo orizzontale che ricordano quelli della supersportiva SLS AMG, quest'ultima in procinto di uscire dai listini al momento della presentazione della S Coupé. Tali gruppi ottici sono sovrastati da una barra cromata che impreziosisce la vista della coda, che nella parte inferiore lascia intravedere un estrattore d'aria, anch'esso assente nella concept di Francoforte, oltre alle già menzionate feritoie per lo smaltimento del calore dai freni posteriori.

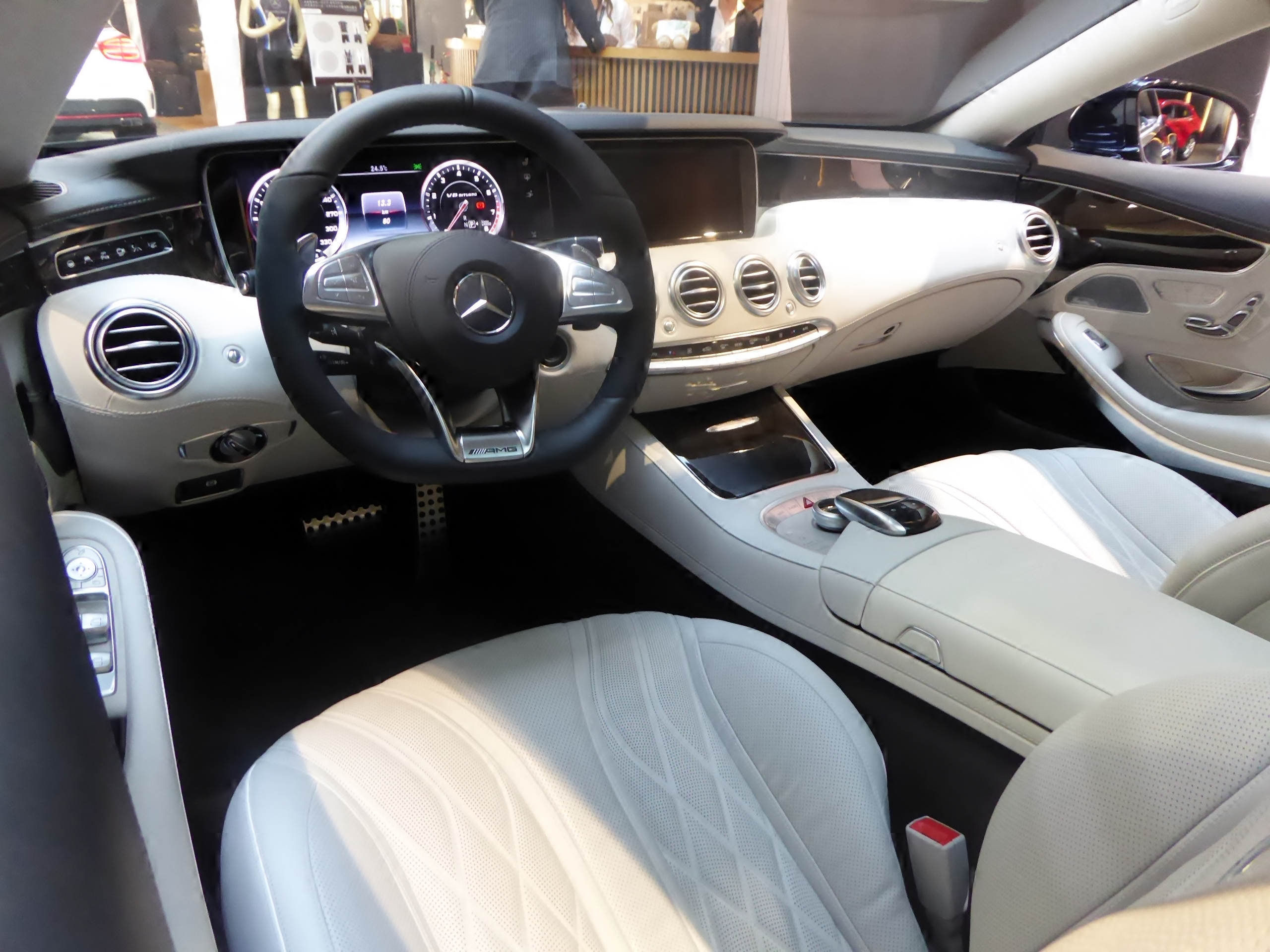
Gli interni

Per quanto riguarda gli interni della C217, è ancora più evidente lo sforzo compiuto all'epoca dai designer Mercedes-Benz nel cercare di coniugare il tema della sportività con quello dell'eleganza e del lusso. La plancia della S Coupé risulta composta da due elementi orizzontali sovrapposti: quello superiore integra due display di grosse dimensioni, vale a dire quello sul lato conducente che corrisponde a un cruscotto con strumentazione di tipo "black panel" (cioè in cui gli strumenti non sono reali, ma sono immagini su uno schermo di colore nero), e quello posto al centro che integra invece le funzioni del sistema multimediale (navigatore, hi-fi, autodiagnostica, ecc); l'elemento inferiore della plancia della S Coupé è invece rivestito in pelle e incorpora quattro bocchettoni per la climatizzazione in posizione centrale, più un analogo bocchettone per lato. Sempre nella zona centrale della plancia, sotto ai quattro bocchettoni, vi sono i comandi per la gestione della climatizzazione e delle funzioni del sistema multimediale. I rivestimenti in pelle vengono ripresi anche nei pannelli porta e nei sedili, mentre la pedaliera è di tipo traforato.

#### Meccanica e motori
Come già anticipato, la S Coupé del 2014 nasce sulla base meccanica della contemporanea Classe S berlina, il cui pianale è stato in questo caso accorciato di 9 cm nel passo. Dalla W222, la nuova coupé riprende lo schema delle sospensioni, su entrambi gli assi a bracci multipli con molle pneumatiche AIRMATIC e ammortizzatori monotubo. A richiesta (o di serie per la motorizzazione di punta) è disponibile anche il sistema MAGIC BODY CONTROL, un sistema di sensori che scandagliano il fondo stradale antistante la vettura per adeguare le sospensioni in anticipo e garantire il massimo confort. Ed è qui che fa il suo debutto la principale innovazione proposta dalla S Coupé, vale a dire un sistema, integrato nel MAGICBODY CONTROL, che in curva fa inclinare leggermente verso l'interno la vettura, come succede di fatto alle motociclette. In questo modo viene contrastata la forza centrifuga e la vettura ottiene così una miglior tenuta di strada anche nelle curve a velocità molto alte. L'impianto frenante consta di quattro dischi autoventilanti e forati.
La S Coupé C217 è disponibile al suo debutto unicamente a trazione integrale 4MATIC e in due motorizzazioni, tutte a benzina, biturbo e con architettura di tipo V8:
- S500: motore M278 da 4663 cm3 con potenza massima di 455 CV (tale versione viene denominata S550 nei mercati nordamericani);
- S63 AMG: motorizzazione di punta (è quella abbinata al MAGIC BODY CONTROL di serie), costituita da un motore M157 con cilindrata di 5461 cm3 e potenza massima di 585 CV.

Due le varianti di trasmissione, entrambe di tipo automatico ed entrambe a 7 rapporti, ma la versione AMG prevede un'unità dall'impostazione più sportiva.

### Evoluzione

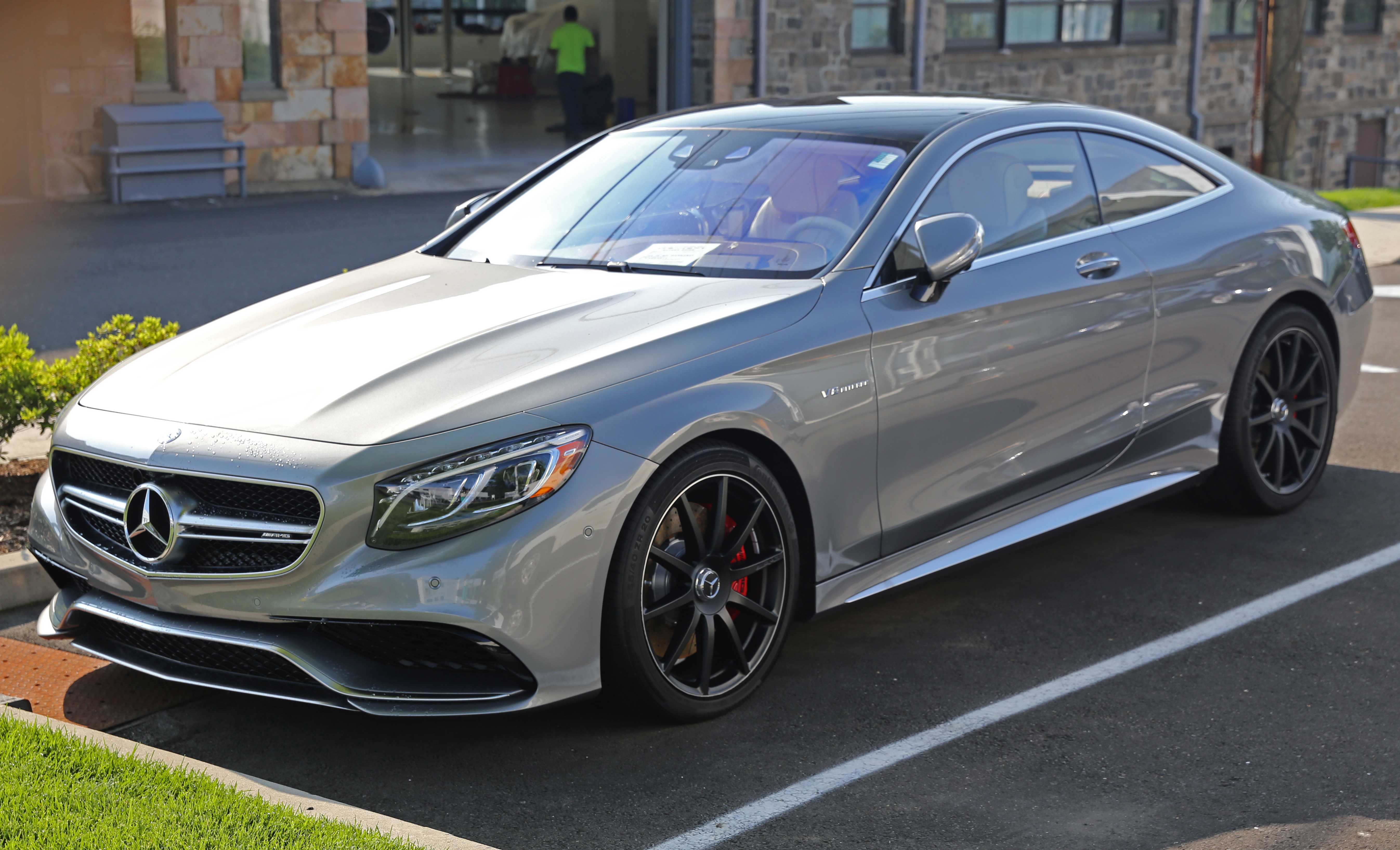
Una S63 AMG Coupé, vice-top di gamma della serie C217

La produzione fu avviata nel mese di giugno del 2014: dopo pochi mesi, la gamma fu ampliata con l'arrivo della nuova versione di punta, ossia la S65 AMG, spinta da un 6 litri biturbo da ben 630 CV. Nello stesso periodo (siamo all'inizio dell'autunno 2014), la S63 AMG, prevista fino a quel momento solo con trazione integrale, fu proposta anche con la sola trazione al retrotreno. Stessa cosa accadde all'inizio del 2015 alla versione S500, anch'essa proposta da quel momento anche con due sole ruote motrici. Nello stesso periodo, la S500, in entrambe le configurazioni di trazione, ricevette il nuovo cambio automatico a 9 rapporti. Le altre motorizzazioni rimasero accoppiate alle varianti di trasmissione precedentemente descritte. Nell'ottobre dello stesso anno debuttò una versione per così dire "di base", ossia la S400 Coupé, equipaggiata con un "piccolo" 3 litri biturbo da 367 CV di potenza massima e con trazione sulle quattro ruote. Sempre nell'autunno del 2015, al Salone di Francoforte è stata presentata la S Cabriolet, un modello del tutto inedito negli precedenti quattro decenni di produzione della Classe S e derivate.

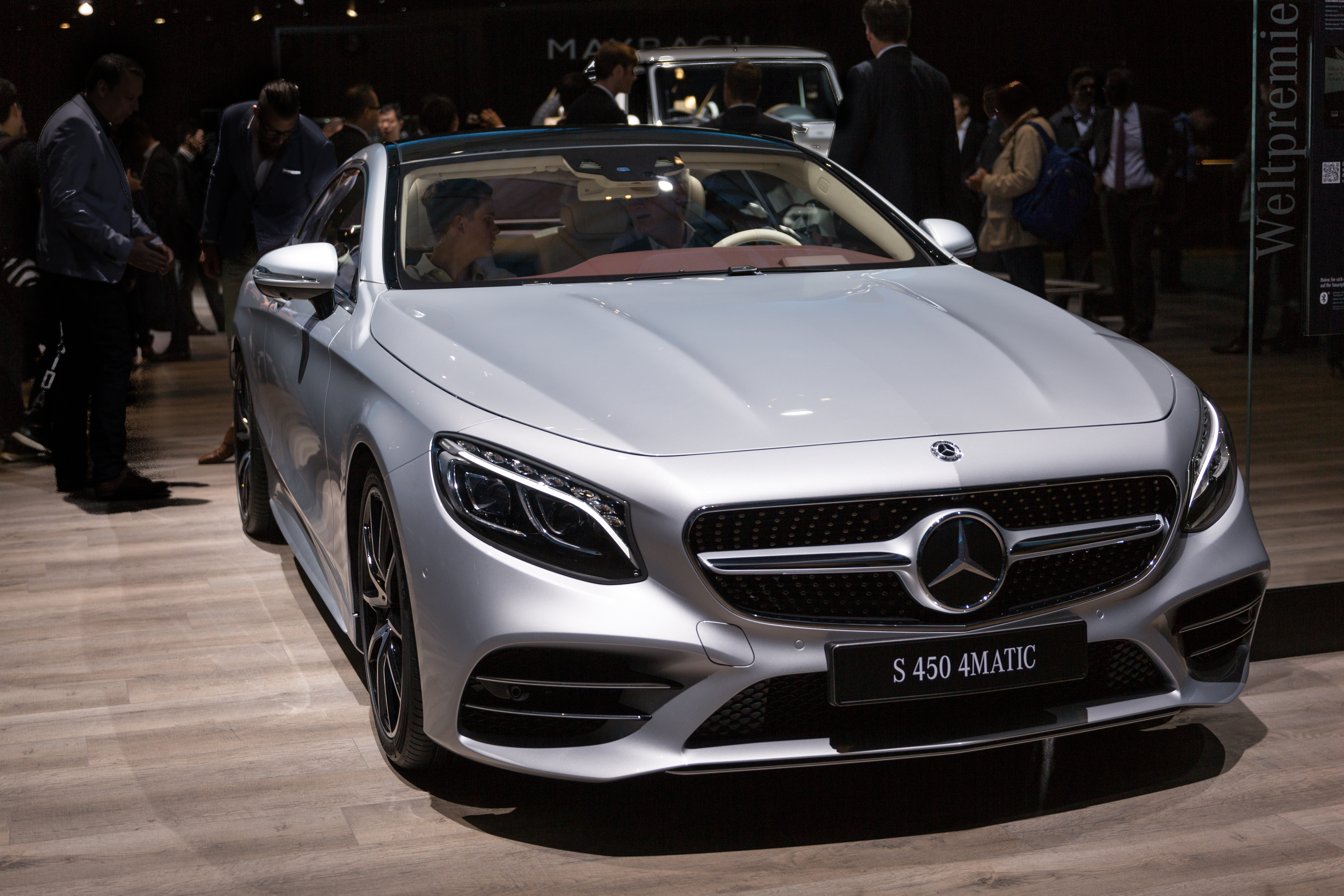
Una S 450 Coupé 4MATIC dopo il restyling del 2017

Due anni dopo, nel settembre del 2017, arrivò il restyling, cinque mesi dopo quello della Classe S berlina e limousine. Come in quest'ultima, l'aggiornamento di metà carriera portò un grosso rinnovamento della gamma motori, e più precisamente: 
- la S 400 viene ribattezzata S 450, ma motoristicamente e meccanicamente non vi sono variazioni di sorta;
- la S 500 cambia in S 560 e vede invece l'avvicendamento fra il vecchio V8 da 5.5 litri e il nuovo V8 biturbo con cilindrata ridotta a 4 litri, ma con potenza salita da 435 a 469 CV;
- la S 63 AMG vede l'arrivo dello stesso motore della S 560, ma con potenza innalzata a 612 CV.

Rimase immutato solo il motore V12 della S65 AMG, ancora una volta a rappresentare il top di gamma e a spingere la versione più esclusiva della S Coupé. Un'altra novità tecnica è l'estensione del cambio automatico a 9 rapporti a tutta la gamma, tranne che per la S 65 AMG, prevista ancora con l'automatico a 7 rapporti. 
Da quel momento in poi non si sono più avute significative novità nella gamma della Classe S Coupé e Cabriolet: l'unica veramente degna di nota è stata l'uscita di produzione, nel giugno del 2019, della top di gamma S65 AMG, anche se, data la sua esclusività e il fatto di essere destinato a numeri di vendita decisamente ristretti, questo modello è rimasto presente ancora a lungo nei listini di molti mercati europei, allo scopo di smaltire gli esemplari presenti nei magazzini della casa di Stoccarda. La gamma C217/A217 cessa di essere prodotta nell'agosto del 2020 senza che la casa abbia in programma un nuovo modello in sostituzione di quello uscente.

#### La S Cabriolet (A217)

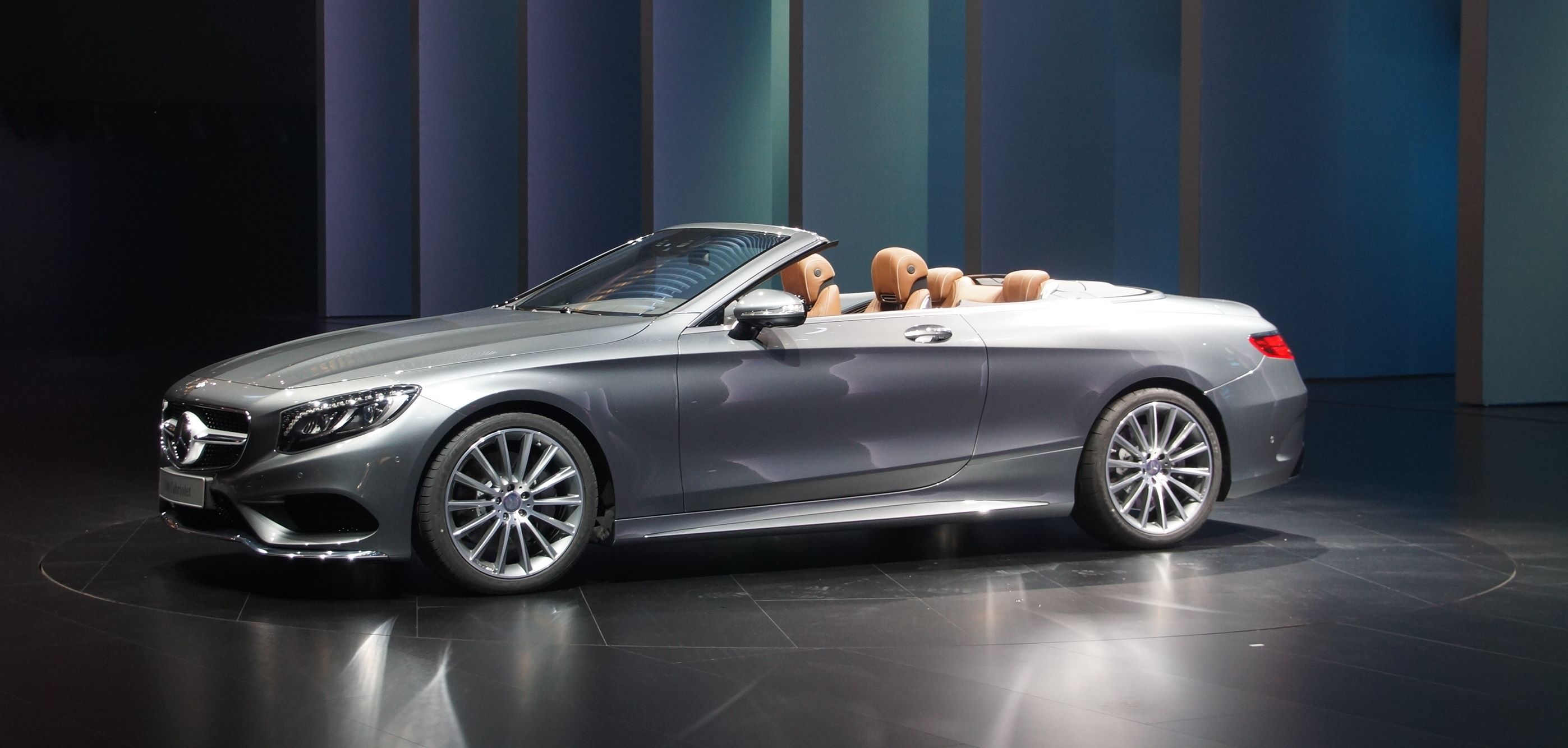
La versione cabriolet della C217

Nell'autunno del 2015, il Salone di Francoforte è stato la cornice all'interno della quale è stata presentata la vera novità riguardante la gamma C217, cioè la versione cabriolet, con la quale la Casa di Stoccarda intendeva rispolverare gli antichi fasti delle cabriolet di gran lusso, una tradizione interrotta ben 44 anni prima con l'uscita dai listini delle cabriolet su base W111 e W112. Questa variante scoperta, la cui sigla di progetto è A217, derivava chiaramente dalla coupé, rispetto alla quale offriva alcuni contenuti in più, come il roll-bar ad azionamento pirotecnico che fuoriesce istantaneamente in caso di ribaltamento della vettura salvaguardando l'incolumità degli occupanti.

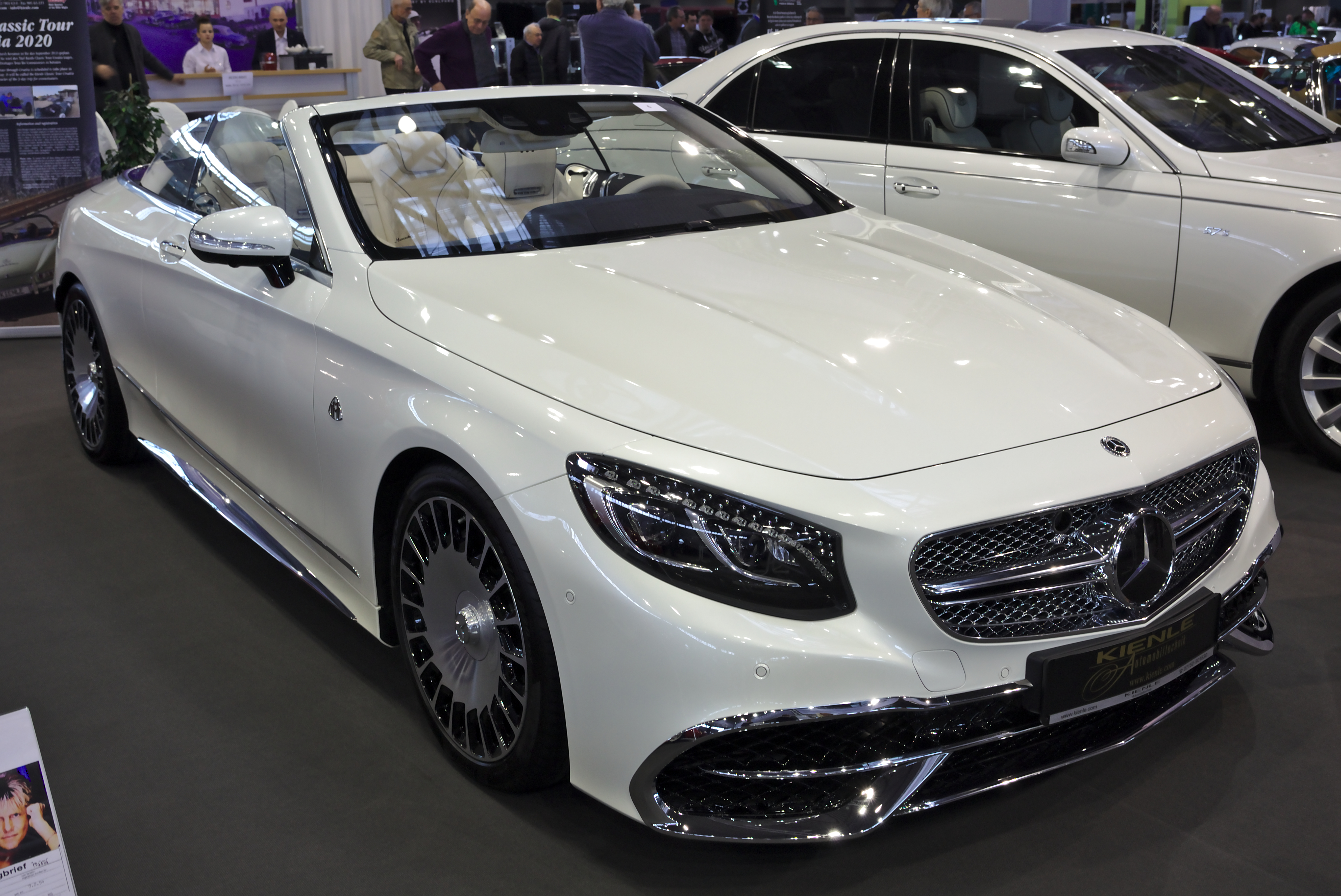
Una Mercedes-Maybach S 650

La commercializzazione di questa lussuosa cabriolet viene avviata nel gennaio del 2016: rispetto alla coupé dalla quale deriva, la S Cabriolet è prevista al suo debutto solo in alcune motorizzazioni della versione chiusa, e più precisamente il 4.7 litri biturbo della S500 e il 5.5 litri, sempre con doppia sovralimentazione, e montato sotto il cofano della S63 AMG. Inoltre, mentre la S500 Cabriolet è prevista unicamente a trazione posteriore, la S63 AMG è prevista unicamente a trazione integrale. In ogni caso, già al Salone di Detroit del 2016, è stata presentata la S65 AMG. La commercializzazione di quest’ultima versione viene avviata nel maggio dello stesso anno. Nel mese di novembre dello stesso anno è avvenuta la presentazione della vera versione di punta della gamma, superiore addirittura alla già esclusiva S 65 AMG. Si tratta della Maybach S 650, una versione limitata a soli 300 esemplari e che, come suggerisce la denominazione, si rifà agli allestimenti estremamente lussuosi delle versioni Maybach sulla base della limousine V222. Meccanicamente e motoristicamente la Maybach S 650 è identica alla S 65 AMG, ma si distingue per la particolare abbondanza di cromature, per i cerchi specifici da 20 pollici, per gli stemmi identificativi della Maybach presenti sulla carrozzeria, negli interni e addirittura proiettati sul fondo stradale quando vengono aperte le portiere.
Il massiccio aggiornamento di metà carriera per la gamma C217 interessò ovviamente anche la S Cabrio, che però dal punto di vista motoristico non fu soggetta a tutti gli aggiornamenti della S Coupé, ma più semplicemente venne proposta nella sola motorizzazione V12 con potenza di 630 CV. Questo, però, solo nei primi mesi dopo il restyling: infatti, a partire dal gennaio del 2018, la gamma della cabriolet tornò ad ampliarsi con l'arrivo delle versioni S 560 ed S 63 AMG 4MATIC+, dotate degli stessi motori delle rispettive versioni con carrozzeria coupé, e perciò con potenze di 469 e 612 CV. L'unica significativa differenza tecnica rispetto alla versione chiusa stava nel fatto che la S 560 Cabriolet fu disponibile solo in abbinamento alla sola trazione posteriore. 
Con il pensionamento della versione coupé, anche la versione cabriolet esce dai listini alla fine dell'estate 2020.

### Tabella riepilogativa
Di seguito vengono riepilogate le caratteristiche relative alla gamma della S Coupé C217:
| Modello                                                                                         | Carrozzeria | Sigla modello | Motore     | Cilindrata cm3 | Potenza CV/rpm | Coppia Nm/rpm   | Trazione | Cambio               | Massa a vuoto (kg) | Velocità max | Acceler. 0-100 km/h | Consumo (l/100 km) | Emissioni CO2/ (g/km) | Anni di produzione |
| S 400 4MATIC                                                                                    | Coupé       | 217.364       | M276DE30AL | 2996           | 367/ 5500-6000 | 500/ 1600-4000  | I        | 7G-TRONIC Plus       | 1.970              | 250          | 5"6                 | 8,4                | 193                   | 10/2015-08/2017    |
| S 450 4MATIC                                                                                    | Coupé       | 217.364       | M276DE30AL | 2996           | 367/ 5500-6000 | 500/ 1600-4000  | I        | 9G-TRONIC Plus       | 1.975              | 250          | 5"5                 | 8,6                | 204                   | 09/2017-08/2020    |
| S 500                                                                                           | Coupé       | 217.382       | M278DE46AL | 4663           | 455/ 5250-5500 | 700/ 1800-3500  | P        | 9G-TRONIC Plus       | 1.955              | 250          | 4"6                 | 8,7                | 197                   | 01/2015-08/2017    |
| S 500                                                                                           | Cabriolet   | 217.482       | M278DE46AL | 4663           | 455/ 5250-5500 | 700/ 1800-3500  | P        | 9G-TRONIC Plus       | 2.040              | 250          | 4"6                 | 8,7                | 204                   | 01/2016-08/2017    |
| S 500 4MATIC                                                                                    | Coupé       | 217.385       | M278DE46AL | 4663           | 455/ 5250-5500 | 700/ 1800-3500  | I        | 7G-TRONIC Plus       | 2.015              | 250          | 4"8                 | 9,1                | 225                   | 06/2014-12/2014    |
| S 500 4MATIC                                                                                    | Coupé       | 217.385       | M278DE46AL | 4663           | 455/ 5250-5500 | 700/ 1800-3500  | I        | 9G-TRONIC Plus       | 2.015              | 250          | 4"6                 | 9,1                | 225                   | 01/2015-08/2017    |
| S 560                                                                                           | Coupé       | 217.383       | M176DE40AL | 3982           | 469/ 5250-5500 | 700/ 2000-4000  | P        | 9G-TRONIC Plus       | 2.000              | 250          | 4"6                 | 8                  | 183                   | 09/2017-08/2020    |
| S 560                                                                                           | Cabriolet   | 217.483       | M176DE40AL | 3982           | 469/ 5250-5500 | 700/ 2000-4000  | P        | 9G-TRONIC Plus       | 2.080              | 250          | 4"6                 | 8,7                | 199                   | 01/2018-08/2020    |
| S 560 4MATIC                                                                                    | Coupé       | 217.386       | M176DE40AL | 3982           | 469/ 5250-5500 | 700/ 2000-4000  | I        | 9G-TRONIC Plus       | 2.060              | 250          | 4"6                 | 8,7                | 197                   | 09/2017-08/2020    |
| S 63 AMG                                                                                        | Coupé       | 217.377       | M157DE55AL | 5461           | 585/5500       | 900/ 2250-3750  | P        | AMG SPEEDSHIFT MCT-7 | 1.995              | 250          | 4"2                 | 10,7               | 237                   | 09/2014-08/2017    |
| S 63 AMG 4MATIC                                                                                 | Coupé       | 217.378       | M157DE55AL | 5461           | 585/5500       | 900/ 2250-3750  | I        | AMG SPEEDSHIFT MCT-7 | 2.110              | 250          | 3"9                 | 10,1               | 237                   | 06/2014-08/2017    |
| S 63 AMG 4MATIC                                                                                 | Cabriolet   | 217.478       | M157DE55AL | 5461           | 585/5500       | 900/ 2250-3750  | I        | AMG SPEEDSHIFT MCT-7 | 2.195              | 250          | 3"9                 | 10,5               | 244                   | 02/2016-08/2017    |
| S 63 AMG 4MATIC+                                                                                | Coupé       | 217.388       | M177DE40AL | 3982           | 612/ 5500-6000 | 900/ 2750-4500  | I        | AMG SPEEDSHIFT MCT-9 | 2.005              | 2501         | 3"5                 | 9,3                | 211                   | 09/2017-08/2020    |
| S 63 AMG 4MATIC+                                                                                | Cabriolet   | 217.488       | M177DE40AL | 3982           | 612/ 5500-6000 | 900/ 2750-4500  | I        | AMG SPEEDSHIFT MCT-9 | 2.090              | 2501         | 3"5                 | 10,1               | 229                   | 01/2018-08/2020    |
| S 65 AMG                                                                                        | Coupé       | 217.379       | M279E60AL  | 5980           | 630/ 4800-5400 | 1000/ 2300-4300 | P        | AMG SPEEDSHIFT MCT-7 | 2.110              | 300          | 4"1                 | 11,9               | 279                   | 09/2014-06/2019    |
| S 65 AMG                                                                                        | Cabriolet   | 217.479       | M279E60AL  | 5980           | 630/ 4800-5400 | 1000/ 2300-4300 | P        | AMG SPEEDSHIFT MCT-7 | 2.180              | 300          | 4"1                 | 12,1               | 272                   | 05/2016-06/2019    |
| Note: 1Velocità massima estendibile a 300 km/h in abbinamento al pacchetto AMG Driver's Package |             |               |            |                |                |                 |          |                      |                    |              |                     |                    |                       |                    |